# Syrská pravoslavná církev

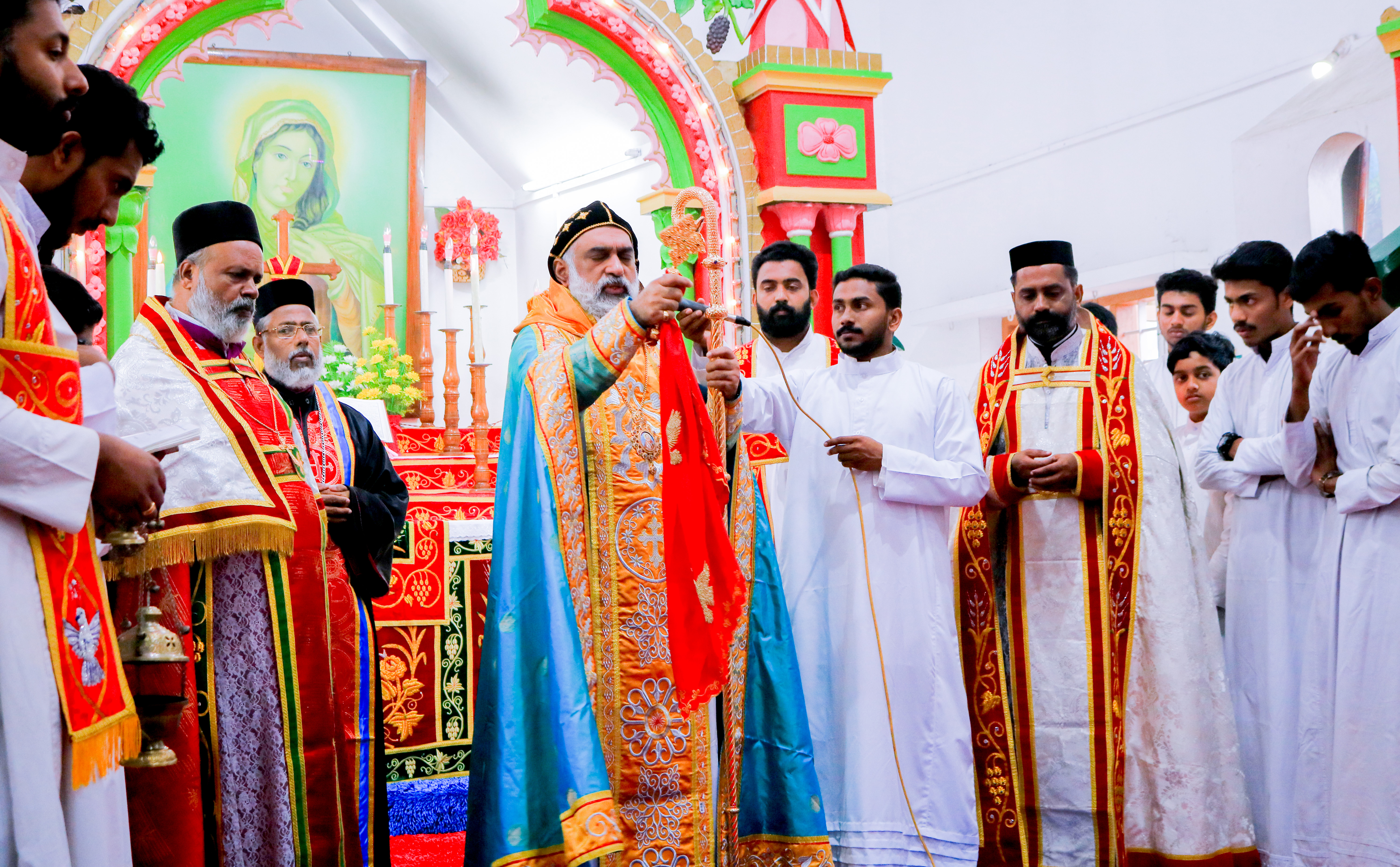
Liturgie syrské pravoslavné církve

Syrská církev Antiochie (nepřesně zvaná syrsko-jakobitská / syrsko-pravoslavná), je jedna ze starobylých východních církví, označovaná též jako jakobité. Počátky křesťanství v Sýrii jsou spjaté s působením prvního z apoštolů sv. Petra v Antiochii-první biskup (až poté odešel do Říma). Současným strukturám dal dnešní podobu biskup Jakob Baradai v 2. polovině 6. století, později umožnila vznik koptské pravoslavné církve. Původně byla monofyzitská, dnes patří ke společenství miafyzitských církví.

## Věřící
Členové církve žijí dodnes převážně na Středním východě, tj.: Sýrie, Libanon, Izrael, Turecko (2009: asi 10-15 tisíc věřících), do roku 2014 také v Iráku,  a v diaspoře: v USA jsou 2 diecéze, v Kanadě je 1 diecéze, v Austrálii je arcidiecéze a v Británii je patriarchální vikariát.
Má asi 400-500 tisíc věřících (pod přímou jurisdikcí patriarchy) a asi 1 200 000 věřících má autonomní církev v Indii (Viz heslo: Pravoslavná církev Indie). V čele je od 2014 Ignatius Aphrem II. Karim (nar. 1965), syrský pravoslavný patriarcha Antiochie a celého Východu. Patriarchové sídlili v Antiochii do r. 1034, 1034–⁠1293 v klášteře Barsauma (259 let), 1293–⁠1924 v klášteře Dajr az-Za´farán (631 let), 1924–⁠1959 ve městě Homs na severu Sýrie, v l. 1959–⁠2015/6 v Damašku, hlavním městě Sýrie. Od r. 2015/2016 sídlí v klášteře sv. Efréma Syrského ve vesnici Maarat Sajdnájá.
Nejstarším fungujícím klášterem je Mor Gabriel. V Indii je též autokefální církev (vznikla r. 1912 odtržením od Syrské církve Antiochie) : Malankarská syrská pravoslavná církev. V roce 2014 měla asi 2,5 milionu věřících ve 30 diecézích, 32 biskupů a přes 1.700 kněží. V čele stojí katolikos Východu a Malankarský metropolita. Jím je Baselius Mar Thoma Paulose II. (narozen 1946), zvolený roku 2010 .

## Bohoslužby
Bohoslužebným jazykem je syrština a arabština. Užívají Západosyrský ritus.